# Овчинники (Кировская область)
Овчи́нники — деревня в Оричевском районе Кировской области. Входит в состав Шалеговского сельского поселения.

## История
Впервые упоминается в 1646 году как починок Ёлки Дудолатова.

## Население
| 2010 |
| ---- |
| 0    |

## Известные люди
- Овчинников, Иван Кириллович (1904—1987) — советский физик. Доктор физико-математических наук.